# Heterogomphus castaneus
Heterogomphus castaneus är en skalbaggsart som beskrevs av Dupuis och Roger Paul Dechambre 2008. Heterogomphus castaneus ingår i släktet Heterogomphus och familjen Dynastidae. Inga underarter finns listade i Catalogue of Life.